# Jefferson (Wisconsin)
Jefferson és una població dels Estats Units a l'estat de Wisconsin. Segons el cens del 2000 tenia 7.338 habitants.

## Demografia
Segons el cens del 2000, Jefferson tenia 7.338 habitants, 2.816 habitatges, i 1.819 famílies. La densitat de població era de 635,3 habitants per km².
Dels 2.816 habitatges en un 30,9% hi vivien nens de menys de 18 anys, en un 50,8% hi vivien parelles casades, en un 10,2% dones solteres, i en un 35,4% no eren unitats familiars. En el 28,3% dels habitatges hi vivien persones soles el 12% de les quals corresponia a persones de 65 anys o més que vivien soles. El nombre mitjà de persones vivint en cada habitatge era de 2,41 i el nombre mitjà de persones que vivien en cada família era de 2,96.
Per edats la població es repartia de la següent manera: un 22,8% tenia menys de 18 anys, un 9,8% entre 18 i 24, un 31,4% entre 25 i 44, un 20,1% de 45 a 60 i un 16,1% 65 anys o més.
L'edat mediana era de 36 anys. Per cada 100 dones de 18 o més anys hi havia 94,7 homes.
La renda mediana per habitatge era de 40.962 $ i la renda mediana per família de 47.737 $. Els homes tenien una renda mediana de 32.500 $ mentre que les dones 25.142 $. La renda per capita de la població era de 19.124 $. Aproximadament el 5,4% de les famílies i el 8,3% de la població estaven per davall del llindar de pobresa.

## Poblacions més properes
El següent diagrama mostra les poblacions més properes.